# Adansonwachtel
Die Adansonwachtel (Synoicus adansonii) ist eine Vogelart aus der Familie der Fasanenartigen (Phasianidae) die in Afrika südlich der Sahara weit verbreitet ist. Lange Zeit galt sie als Unterart der Chinesischen Zwergwachtel (Synoicus chinensis), heute wird sie jedoch als eigenständige Art angesehen. Das Verbreitungsgebiet reicht von Sierra Leone im Westen bis Kenia im Osten, KwaZulu-Natal im Südosten und Angola im Südwesten. Sie fehlt allerdings im Zentrum von Tansania und im Kongobecken.

## Merkmale
Die Adansonwachtel wird 12 bis 15 Zentimeter lang und erreicht ein Gewicht von 33 bis 48 Gramm und ist damit verglichen mit der in weiten Teilen des Verbreitungsgebietes sympatrisch vorkommenden Harlekinwachtel (Coturnix delegorguei) deutlich kleiner. Das Männchen ist überwiegend bläulich gefärbt, wobei das Bauchgefieder durch dunkle Federränder schuppig erscheint. Flügeldecken und Flanken sind kastanienbraun gefärbt. Wie bei zahlreichen anderen Hühnervögeln zeigen die Weibchen ein bräunliches Tarngefieder, wobei ihre Oberflügeldecken und die Bauchseite deutlich gebändert sind. Die Beine sind gelblich, der Schnabel ist schwärzlich. Jungvögel ähneln den adulten Weibchen sind aber blasser.

## Lebensraum und Lebensweise
Die Adansonwachtel kommt in dicht mi Gras bewachsenen Lebensräume vor. Darunter sind grasbewachsene Ufer von Bächen, Flüssen, Sümpfen und Reisfelder, sowie die Randstreifen von Äckern. Hin und wieder sieht man sie auch auf Lichtungen und in Sierra Leone in von Granitfelsen geprägten Gegenden. In Kenia lebt sie in feuchteren Regionen als die Harlekinwachtel. Die Lebensräume der Adansonwachtel liegen vor allem im Tiefland, in Ostafrika wurde sie bis in Höhen von 1800 Metern beobachtet, in Malawi bis in Höhen von 2100 Metern und in Simbabwe kommt sie hauptsächlich oberhalb von 1400 Metern vor. Sie ernährt sich von den Samen von Gräsern und anderen Pflanzen, von verschiedenem Grünzeug und von Insekten, darunter auch Termiten. Das Zugverhalten der Adansonwachtel ist nur wenig bekannt aber die wenigen Beobachtungen deuten darauf hin, dass die Wachteln teilweise dem Regen hinterherziehen.

## Fortpflanzung
Die Adansonwachtel brütet während oder kurz nach der Regenzeit und aufgrund des großen Verbreitungsgebietes aber in verschiedenen Monaten. Im südlichen Afrika (Sambia, Simbabwe, Südafrika) findet sie Brut während des Südsommers statt. Wahrscheinlich haben die Vögel eine feste Paarbindung und sind monogam. Das Nest ist relativ klein (Ø 9 bis 10 cm) und wird zwischen hohen Gräsern errichtet. Das Gelege besteht aus drei bis neun Eiern, die hell olivbraun gefärbt sind und kleine rötliche oder purpurfarbene Punkte aufweisen. Nur das Weibchen brütet, das Männchen hilft aber beim Hüten der Küken, die nach etwa 16 Tagen schlüpfen. Der Bruterfolg ist stark vom Wetter abhängig.

## Systematik
Die Adansonwachtel wurde 1851 durch die französischen Ornithologenbrüder Jules Verreaux und Édouard Verreaux unter der Bezeichnung Coturnix adansonii erstmals wissenschaftlich beschrieben. Zeitweise wurde sie auch in die Gattung Excalfactoria gestellt oder galt als Unterart der Zwergwachtel (Synoicus chinensis).

## Gefährdung
Der IUCN beurteilt den Bestand der Adansonwachtel u. a. aufgrund des sehr großen Verbreitungsgebietes als ungefährdet (least concern). Es wird vermutet, dass die Population stabil ist.